# Smaragdia viridis
Smaragdia viridis är en snäckart som först beskrevs av Carl von Linné 1758.  Smaragdia viridis ingår i släktet Smaragdia och familjen båtsnäckor. Inga underarter finns listade i Catalogue of Life.